# Tawtimanowo
Tawtimanowo (ros. Тавтиманово) – wieś (sieło) w Rosji, w Baszkortostanie, w rejonie iglińskim. W 2010 liczyła 2219 mieszkańców.